# Фитингоф, Иван Фёдорович
Барон Иван Фёдорович Фитинго́ф-Шель (нем. Otto Hermann von Vietinghoff genannt Scheel; 3 декабря 1722, Рига — 24 июня 1792, Санкт-Петербург) — деятель Просвещения из остзейского рода Фитингофов, отец естествоиспытателя Б. И. Фитингофа и знаменитой баронессы Криденер.

## Биография
Родился в семье барона Германа Фридриха фон Фитингоф-Шель (1680—1746) и Елизаветы Елены фон Гельмерсен (1684—1745). Совершил под начальством фельдмаршала Ласси поход в Персию 1736—1737. В царствование императрицы Елизаветы Петровны участвовал в кампаниях против Швеции и Пруссии.
В 1755 году оставил военную службу, женился на дочери И. Э. Миниха и, будучи назначен советником губернского правления, поселился в Риге. Жил на улице Известковой (Калькштрассе), д. 22.
Много сделал для местного сельского хозяйства и для развития местной промышленности: ввёл улучшенные системы винокурения, обработки земли и молочного хозяйства.
В Риге построил и содержал на свой счёт первый городской театр. Создал первый рижский клуб под названием «Die Musse».
В 1787 году императрица Екатерина II вызвала Фитингофа в Петербург, назначив его сенатором и главным директором Медицинской коллегии. Ему принадлежит мысль о постройке особого здания для учеников Санкт-петербургского медико-хирургического училища и генерального сухопутного госпиталя. Учредил должность инспектора учеников медико-хирургических училищ.

## Владения
В 1764 году Фитингоф приобрёл у разорившегося канцлера М. И. Воронцова имение Мариенбург в Лифляндской губернии.
В Петербурге был им построен особняк на углу Гороховой улицы (№ 2) и Адмиралтейского проспекта. После смерти Фитингофа особняк был выкуплен городом под губернские присутственные места.
В Риге Фитингоф построил роскошный особняк на углу Известковой и Королевской улиц. 

## Семья
Иван Фёдорович был женат (с 23.10.1756) на Анне Ульрике фон Миних (7.05.1741—16.01.1811), дочери графа Эрнста Иоганна фон Миних (1707/1708—1788) и Анны Доротеи фон Менгден (1716—1760), внучке генерал-фельдмаршала Христофора Антоновича Миниха (1683—1767). Их дети:
- Отто Эрнст (18.02.1758—1780)
- Бурхард Фридрих (1759—1762)
- Доротея Фредерика Елена (29.08.1761—3.07.1839), девица; погребена в Санкт-Петербурге
- Варвара Юлия (11.11.1764—13.12.1824), франкоязычная писательница, проповедница мистического христианства, после 1815 года имевшая огромное влияние на императора Александра I, который по её наущению создал Священный союз. Была замужем (с 29.09.1782) за бароном Бурхардом Алексисом Константином (Алексеем Константиновичем) фон Крюденер (1746—1802), послом России в Курляндии
- Бурхард Кристоф (Борис Иванович) (1767—1829), камер-юнкер (1789), гофмаршал (1796).
- Анна Маргарита (12.01.1769—13.05.1803), замужем (с 1788) за бригадиром графом Иваном Юрьевичем Броун (1767—1827).
- Георг Арнольд (12.05.1775—1775)